# Бернон Клюнийский
Берно́н Клюнийский (также Берно Клюнийский; лат. Berno Cluniacensis, фр. Bernon de Cluny; около 850, Ла Бом — 13 января 927) — католический святой, монах-бенедиктинец, первый аббат Клюни (с 909 или 910 года).

## Биография
О детстве и юности святого Бернона известно крайне мало: предполагают, что он был родом из знатной и состоятельной семьи. Был монахом в аббатстве Святого Мартина в Отёне. Около 886 года был направлен в аббатство Бом для восстановления монастыря, как в материальном, так и в духовном плане. Под руководством Бернона монастырь Бом был восстановлен и перестроен. После этого святым Берноном были основаны три новых бенедиктинских монастыря.
В сентябре 909 года герцог Аквитании Гильом I Благочестивый основал на базе своей виллы Клюни бенедиктинский монастырь Святых Петра и Павла. Первым настоятелем нового аббатства стал Бернон. Отличительной чертой Клюни было то, что монастырь был изъят из-под власти как светских правителей, так и местного епископа, и подчинялся непосредственно папе римскому. Бернон ввёл в монастыре строгие правила, базирующиеся на строгом соблюдении устава святого Бенедикта. Под руководством святого Бернона и его преемников монастырь быстро рос и развивался, быстро превратившись в один из самых больших и влиятельных монастырей средневековой Европы. Преемником Бернона на посту аббата Клюни стал его духовный ученик Одон.